# Leinekanal

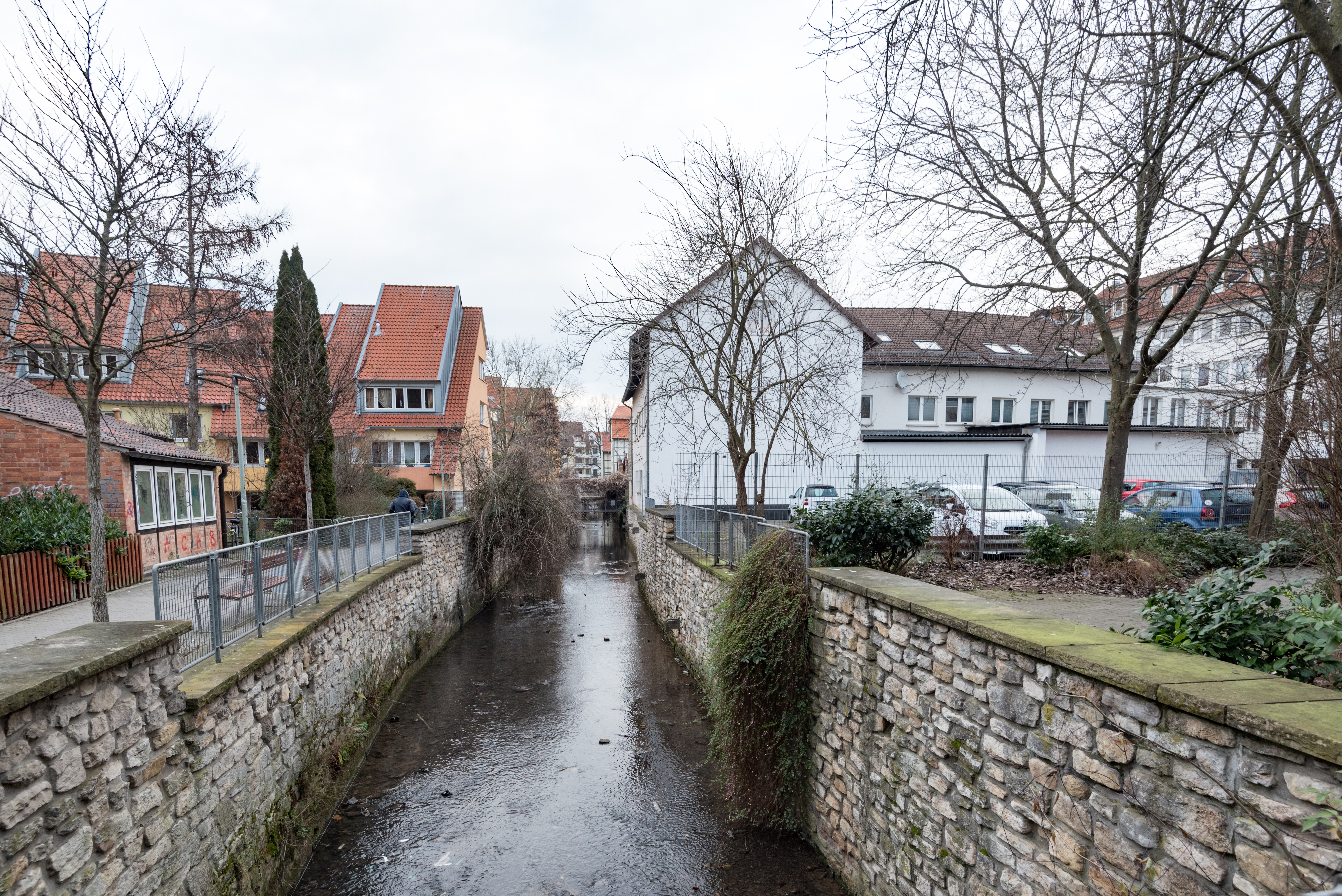
Leinekanal, Blick von der Brücke Groner-Tor-Straße nach Norden (2018)

Der Leinekanal ist ein innerstädtischer Flussarm bzw. Kanal, der durch die Altstadt von Göttingen in Niedersachsen fließt.

## Geschichte und Beschreibung
Südlich der vom Stadtwall umschlossenen Altstadt von Göttingen teilt sich die Leine in der Nähe des Jahnstadions nach Norden in den Hauptarm, der in einem breiten Hochwassertrog fließt sowie nach Osten abzweigend in den rund 4 Kilometer langen sogenannten Leinekanal, der die Altstadt von Süden nach Norden durchfließt. Nordwestlich der Altstadt mündet der Leinekanal auf Höhe des Schützenplatzes wieder in den Hauptstrom der Leine.
Es ist wissenschaftlich umstritten, ob der Verlauf des Leinekanals ursprünglich Teil eines Flusslaufs war, der „vielfach verzweigt die Talaue durchzog“ und dann kanalisiert wurde oder ob er ein ursprünglich künstlich neu angelegter Wasserlauf ist. Früher war auch von der Neuen Leine die Rede. Weitere Leinearme waren die westlich der Altstadt verlaufende Alte Leine und die Kuhleine, die heute nur auf historischen Plänen und archäologisch nachweisbar sind. In den Leinekanal mündeten ehemals vom Hainberg herabfließende Bäche (Reinsgraben, Gote), die zugleich auch die Wassergräben der Stadtbefestigung speisten.
Mit Gründung und Ausdehnung der mittelalterlichen Stadt musste sich der Verlauf des Leinekanals anpassen, indem er zur Abgrenzung und Befestigung der Altstadt nach Westen herangezogen wurde, bevor die Neustadt angelegt wurde. Beim Ein- und Ausfluss in bzw. aus der vom Stadtwall umschlossenen Altstadt durchquert der Leinekanal jeweils einen gewölbten Durchlass, der im Kriegsfall geschlossen werden konnte. Neben dem südlichen Durchlass ist das sogenannte Bismarckhäuschen (Bürgerstraße 27A) als ehemaliger Befestigungsturm und militärische Sicherung des Leinekanal-Einlaufs erhalten.
Im Verlauf des Leinekanals sind innerhalb der Altstadt noch heute drei historische Wassermühlen erhalten – im Süden die Odilienmühle (Hospitalstraße 35) und die Lohmühle (Lohmühlenweg 1) sowie im Norden die Stockleffmühle (Am Leinekanal 1); südlich außerhalb der Altstadt die Walkemühle (Brauweg 81). Weitere Wassermühlen am Leinekanal sind aus historischen Quellen überliefert.

Galerie
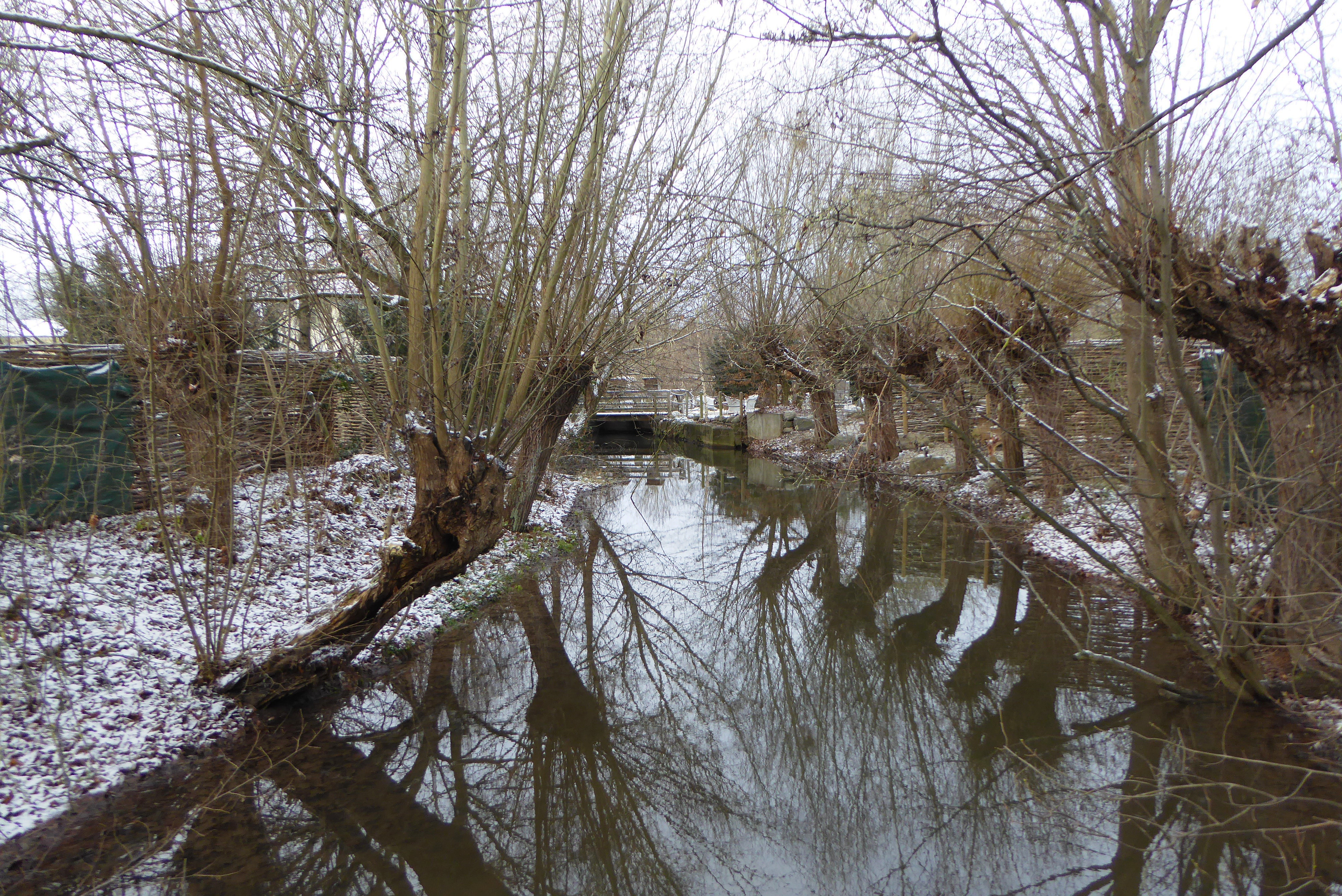
Leinekanal südlich der Altstadt in der Nähe der Walkemühle (2021)
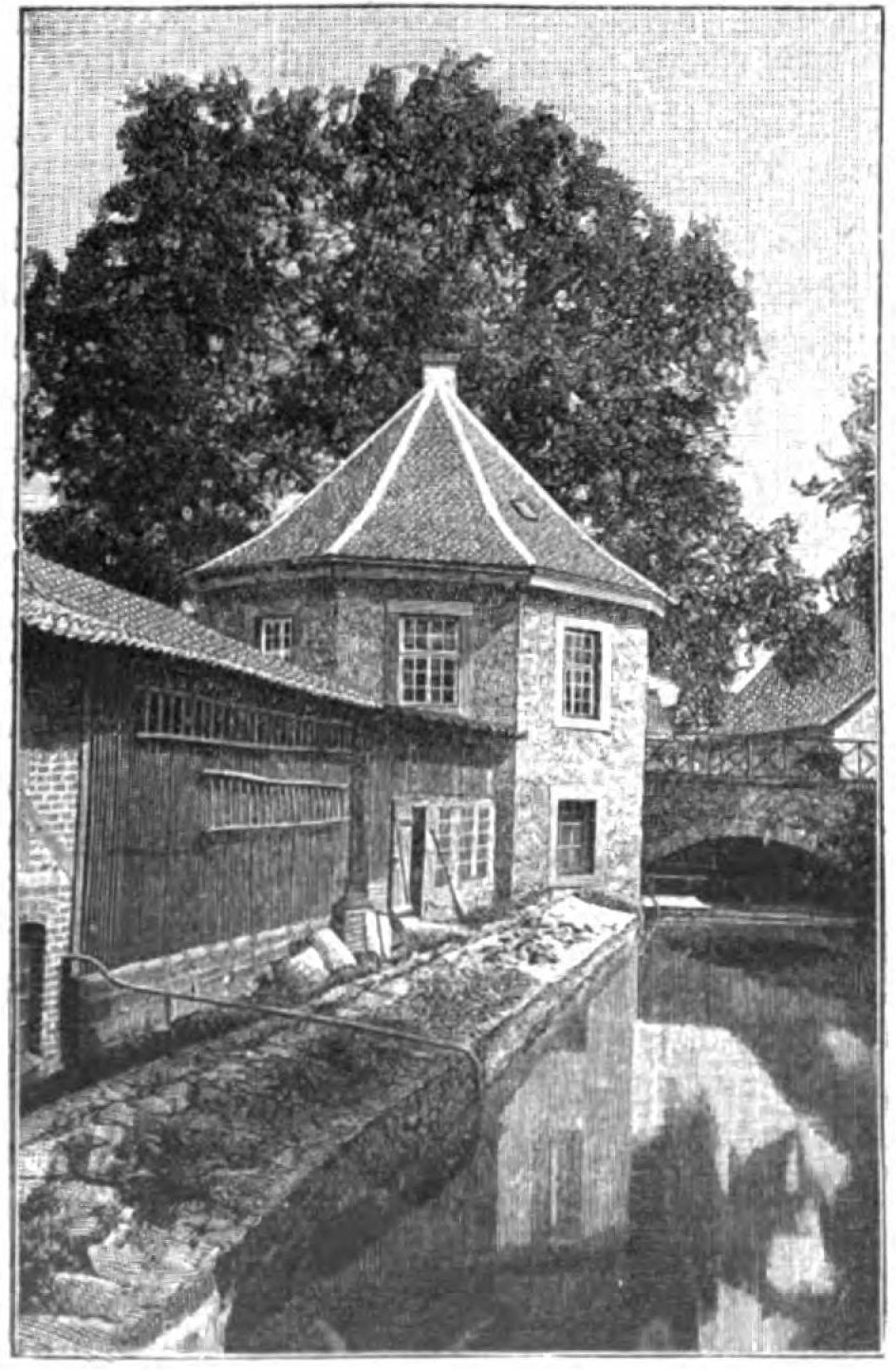
Leinekanal am südlichen Stadtwall-Durchlass, links das Bismarckhäuschen (1898)
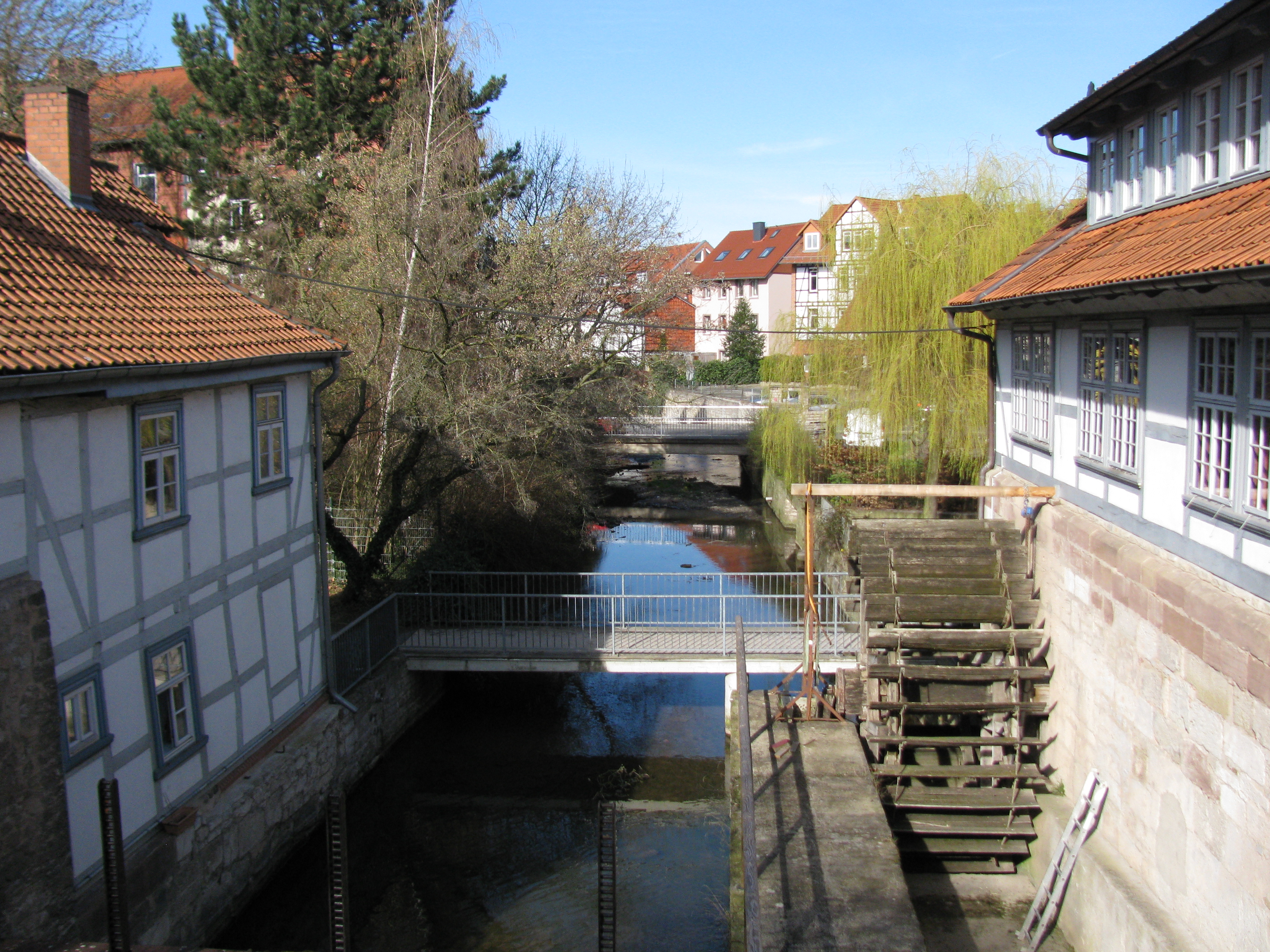
Blick vom Stadtwall nach Norden, links Lohmühle, rechts Odilienmühle (2017)
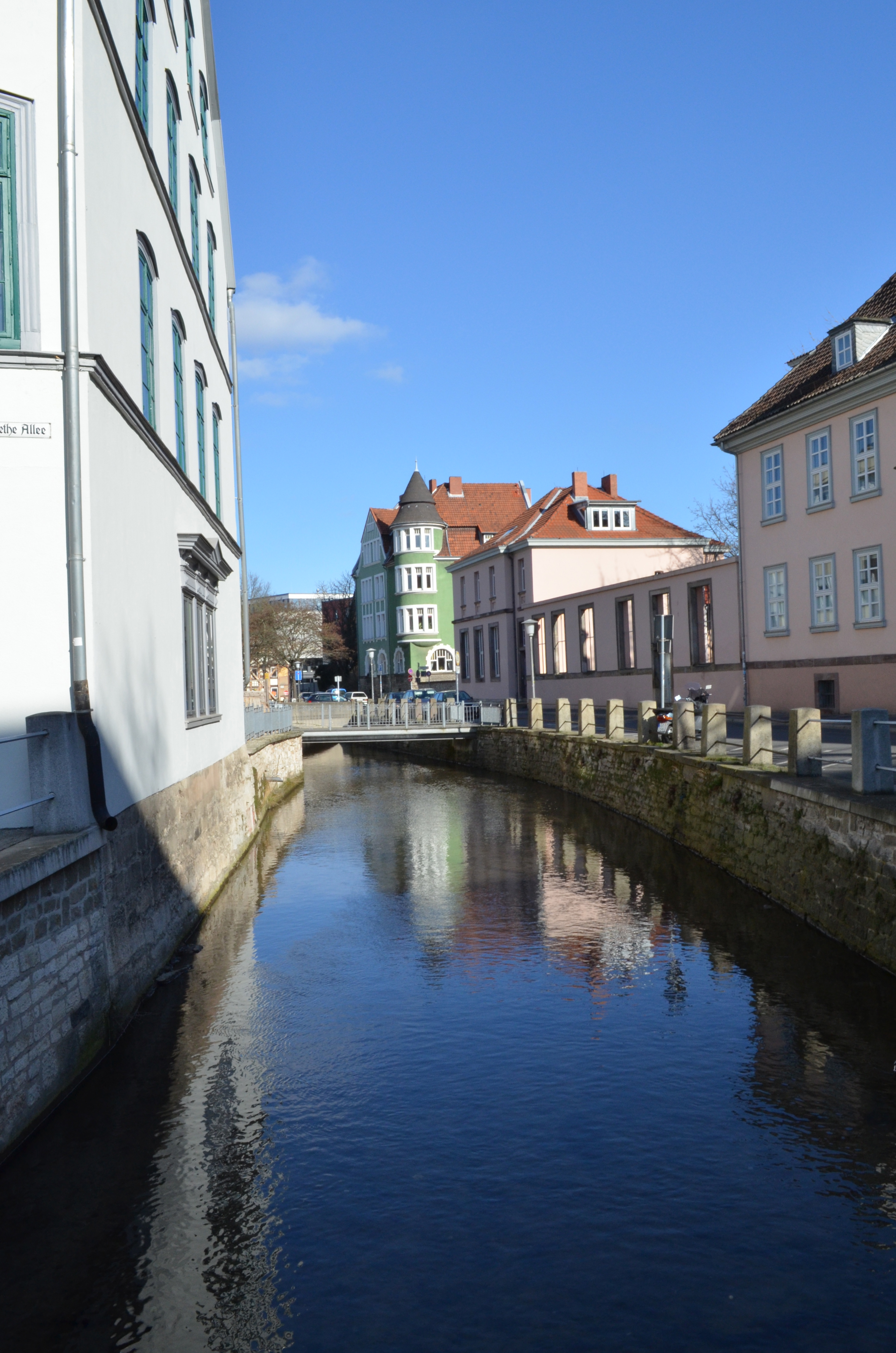
Blick von der Brücke der Goethe-Allee nach Norden. Links das Grätzelhaus, rechts der Straßenzug Am Leinekanal (2014)
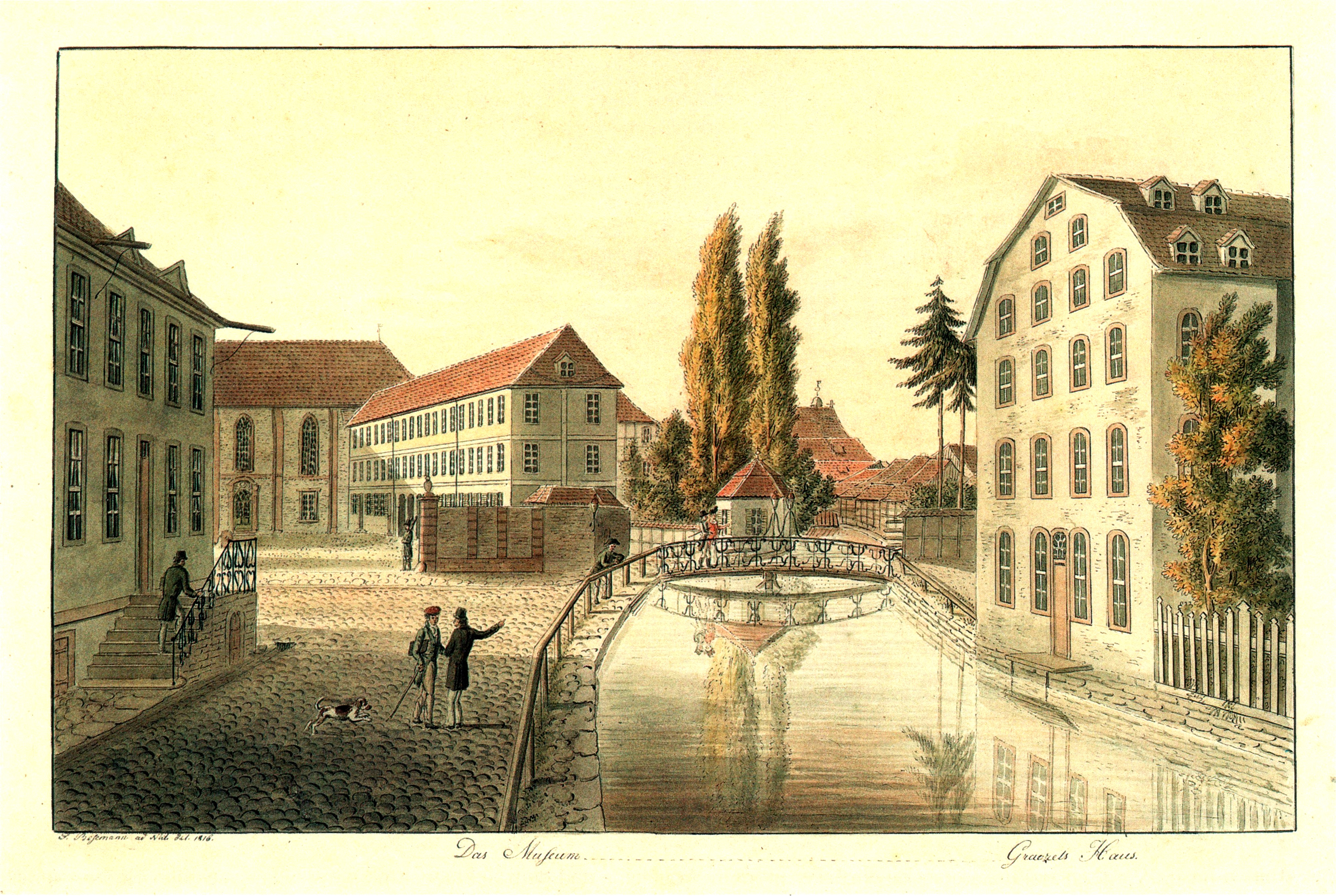
Partie am Leinekanal, links das Michaelishaus, rechts das Grätzelhaus (Friedrich  Besemann, um 1820)
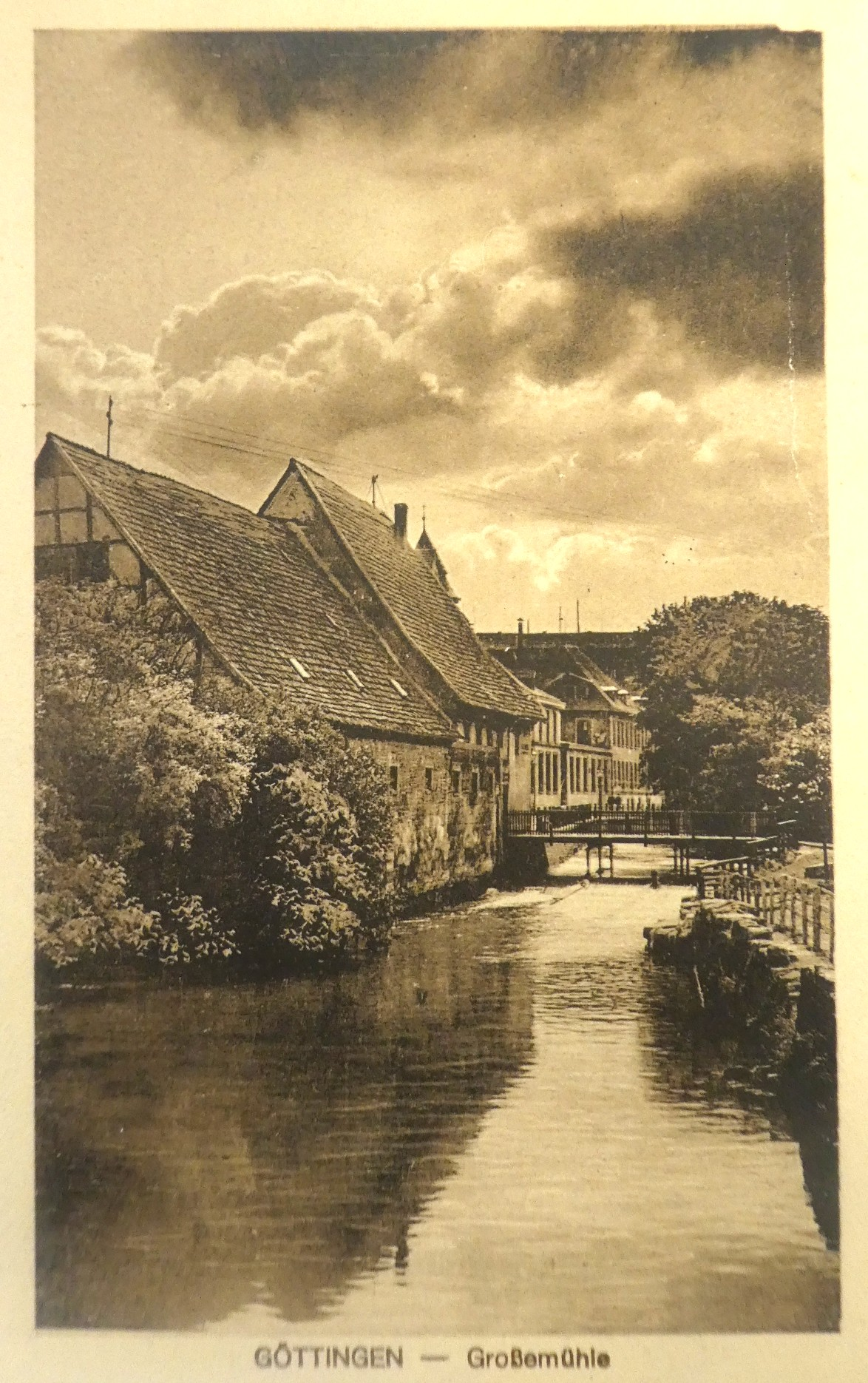
Leinekanal und Stockleffmühle (um 1910)
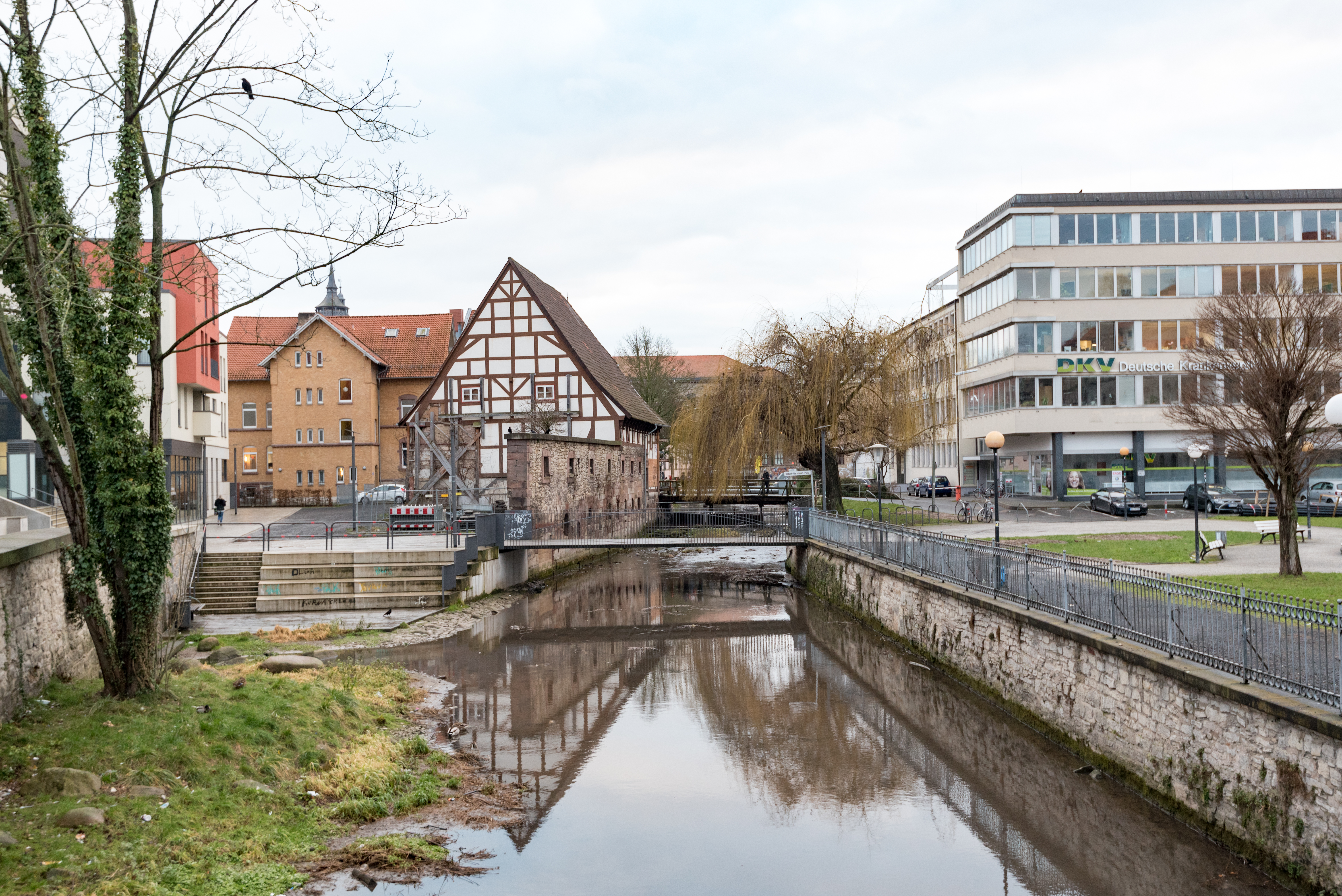
Blick von der Reitstallbrücke nach Süden auf den Leinekanal, hinten links die Stockleffmühle (2018)
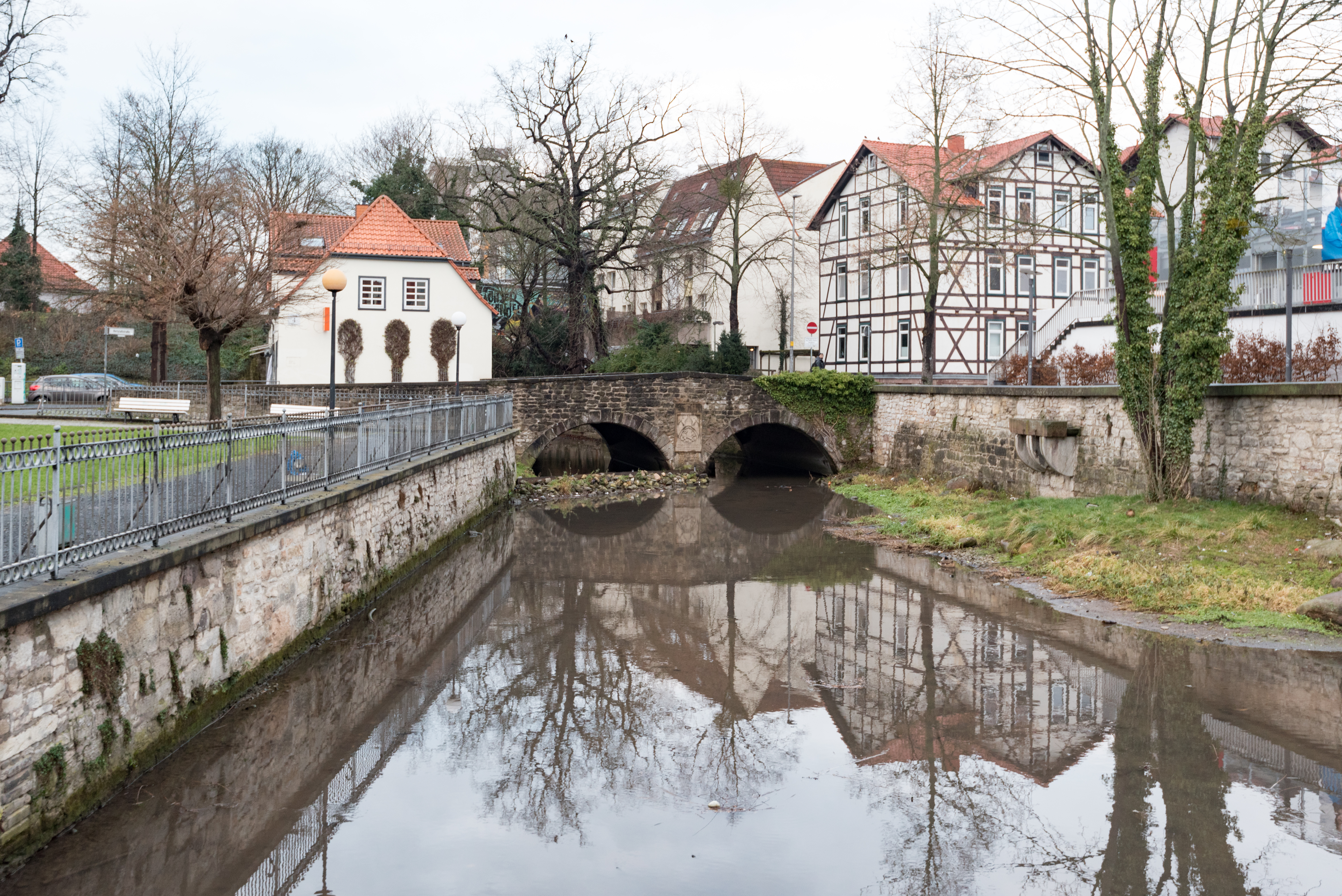
Blick von Süden auf die Reitstallbrücke, links der Waageplatz (2018)

## Sonstiges
Kurz vor dem südlichen Einlauf des Leinekanals in die Altstadt gab es ab 1869 eine Flussbadeanstalt, wofür der Flussarm vertieft und stellenweise zu einem Kolk auf 30 Meter verbreitert worden war. Daraus entstand eine große städtische Badeanstalt an der Bürgerstraße, die bis in die 1930er Jahre existierte.
Zeitweise gibt es organisierte Kanufahrten auf dem Leinekanal.
Der am Leinekanal entlang von der Goethe-Allee auf die Stockleffmühle zuführende Straßenzug Am Leinekanal trägt seinen Namen seit 1896 und hieß zuvor Leinestraße.